# Sant’Antonino (Korsika)
Sant’Antonino (korsisch Sant’Antulinu) ist eine französische Gemeinde mit 132 Einwohnern (Stand 1. Januar 2022) im Département Haute-Corse in der Region Korsika; sie gehört zum Arrondissement Calvi und zum Kanton Calvi.
Sant’Antonino ist als eines der Plus beaux villages de France (Schönste Dörfer Frankreichs) klassifiziert.
Nachbargemeinden von Sant’Antonino sind Pigna im Norden, Santa-Reparata-di-Balagna im Osten, Cateri im Süden und Aregno im Westen.
Sant’Antonino ist in 479 m Höhe auf einem Gebirgskamm gelegen. Aufgrund der ausgezeichneten Panoramasicht wird es auch „Adlerhorst der Balagne“ genannt. Der Ort kann nur zu Fuß begangen werden. Das Ortsbild prägen eine Vielzahl enger Gassen mit hohen Granithäusern und Gewölben. Als ehemalige befestigte Hochburg der Grafen Savelli diente Sant’Antonino damals auch für die Bewohner der Balagne als Zufluchtsstätte vor Piraten.

## Bevölkerungsentwicklung
| Jahr      | 1962 | 1968 | 1975 | 1982 | 1990 | 1999 | 2008 | 2016 |
| Einwohner | 109  | 121  | 113  | 79   | 60   | 77   | 93   | 124  |

## Sehenswürdigkeiten

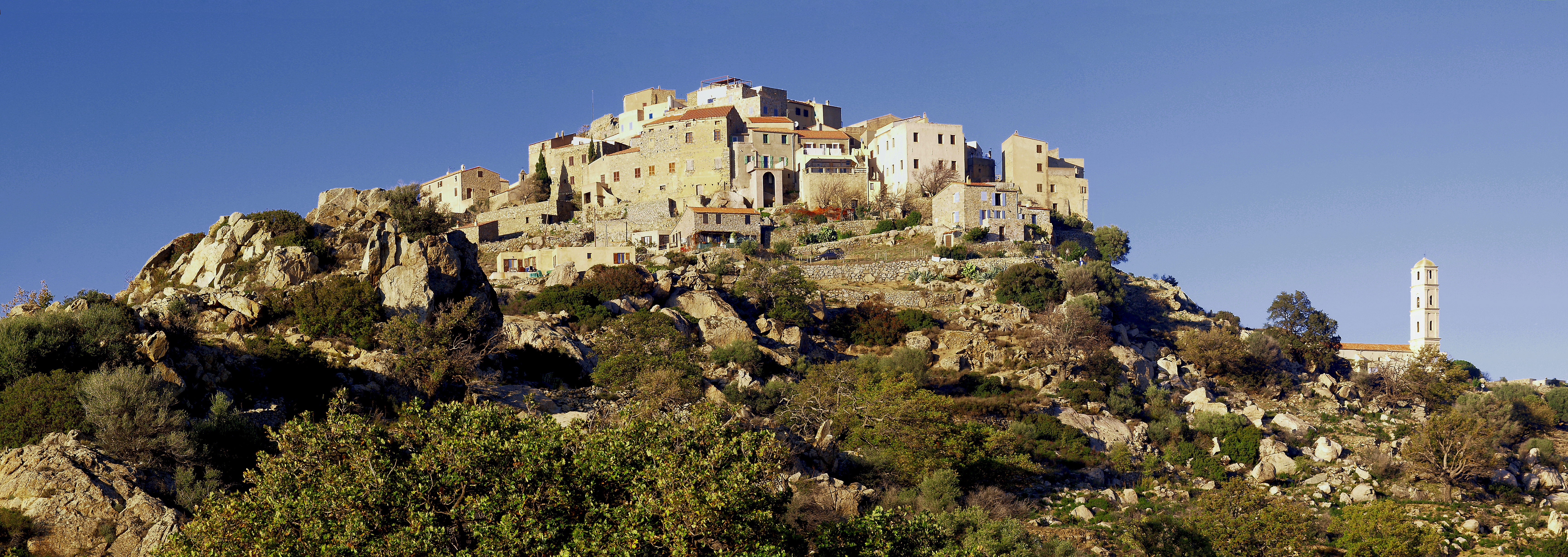
Sant’Antonino

- Église de l’Annonciation (11. Jahrhundert) außerhalb des Ortes
- benachbarte Chapelle de Confrérie
- Chapelle Sainte-Anne et des Bergers, unterhalb des Ortes
- Chapelle Lavasina auf der Piazza di u Duttore Paul Savelli Spinosi

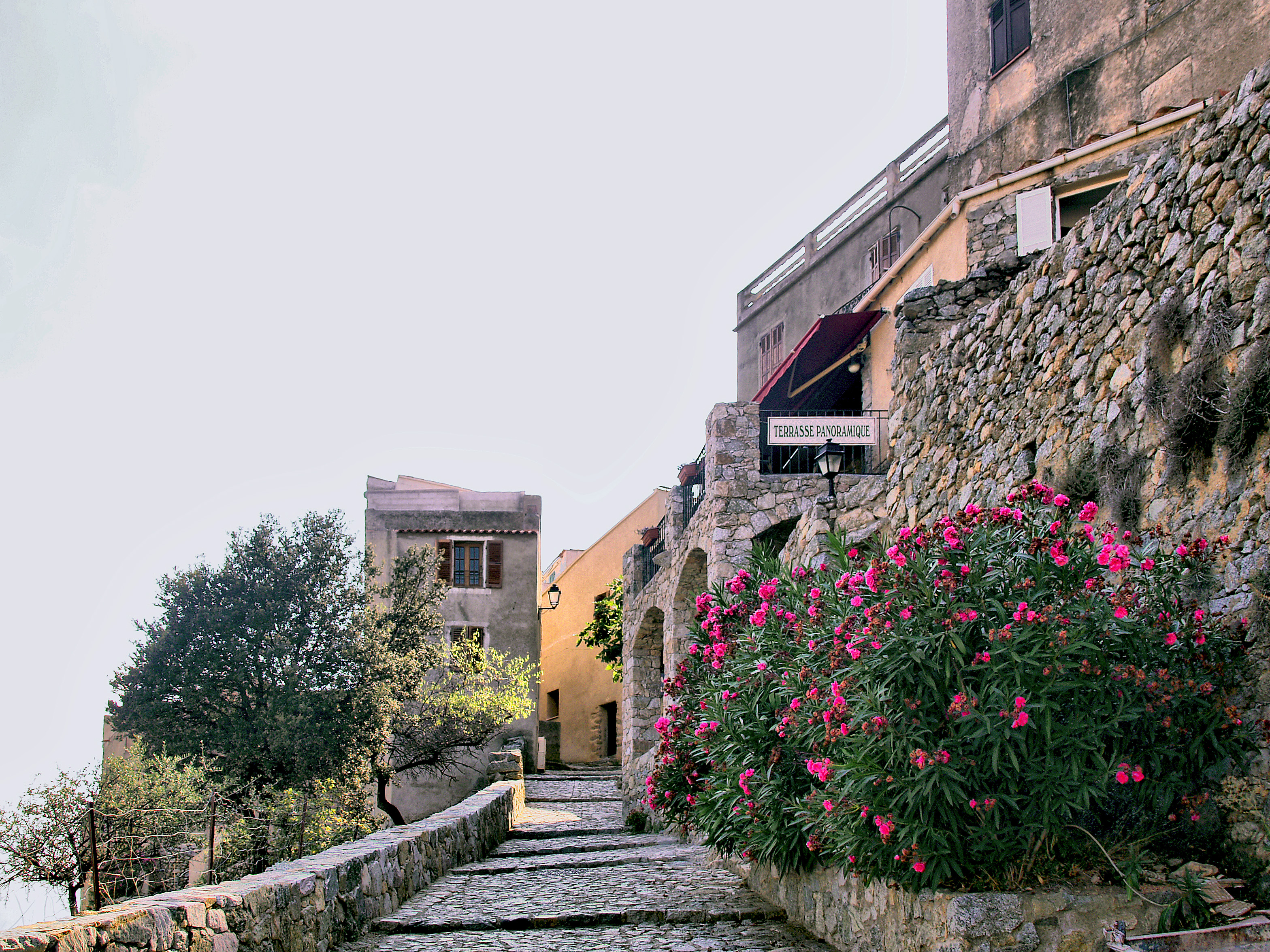
Aufstieg in die Oberstadt
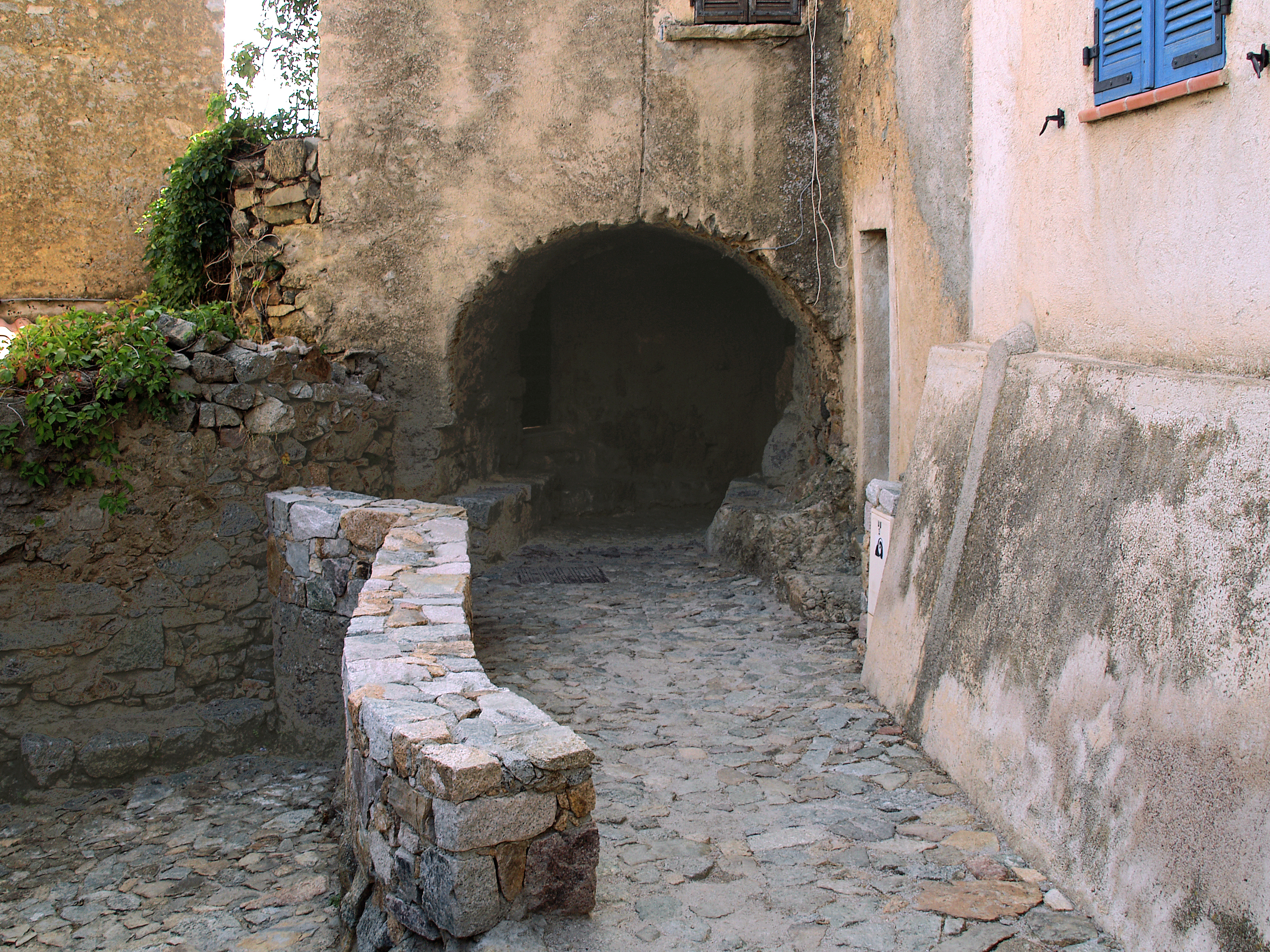
Straßen und  überwölbte Passagen in der Oberstadt
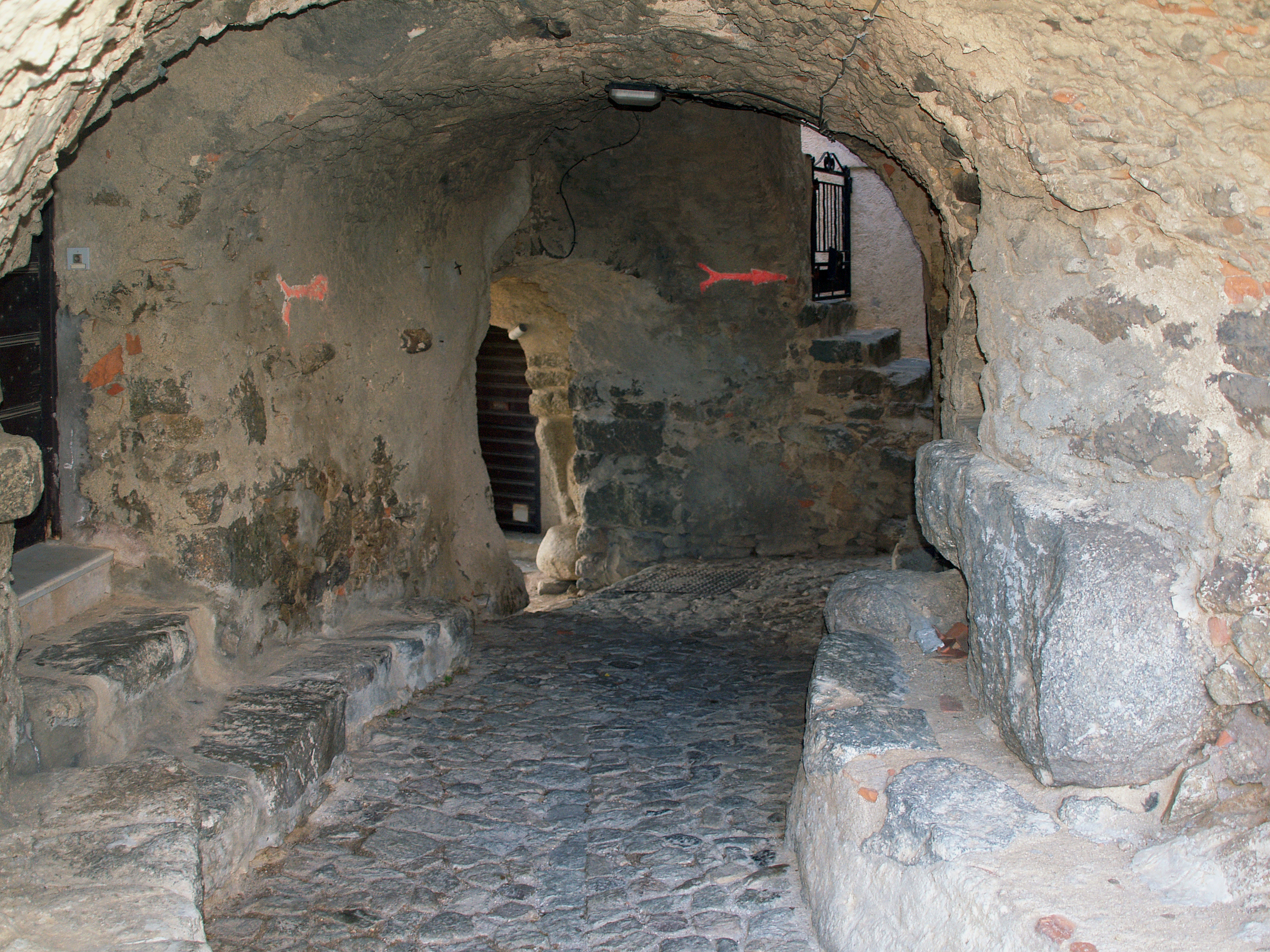
Überwölbte Galerie
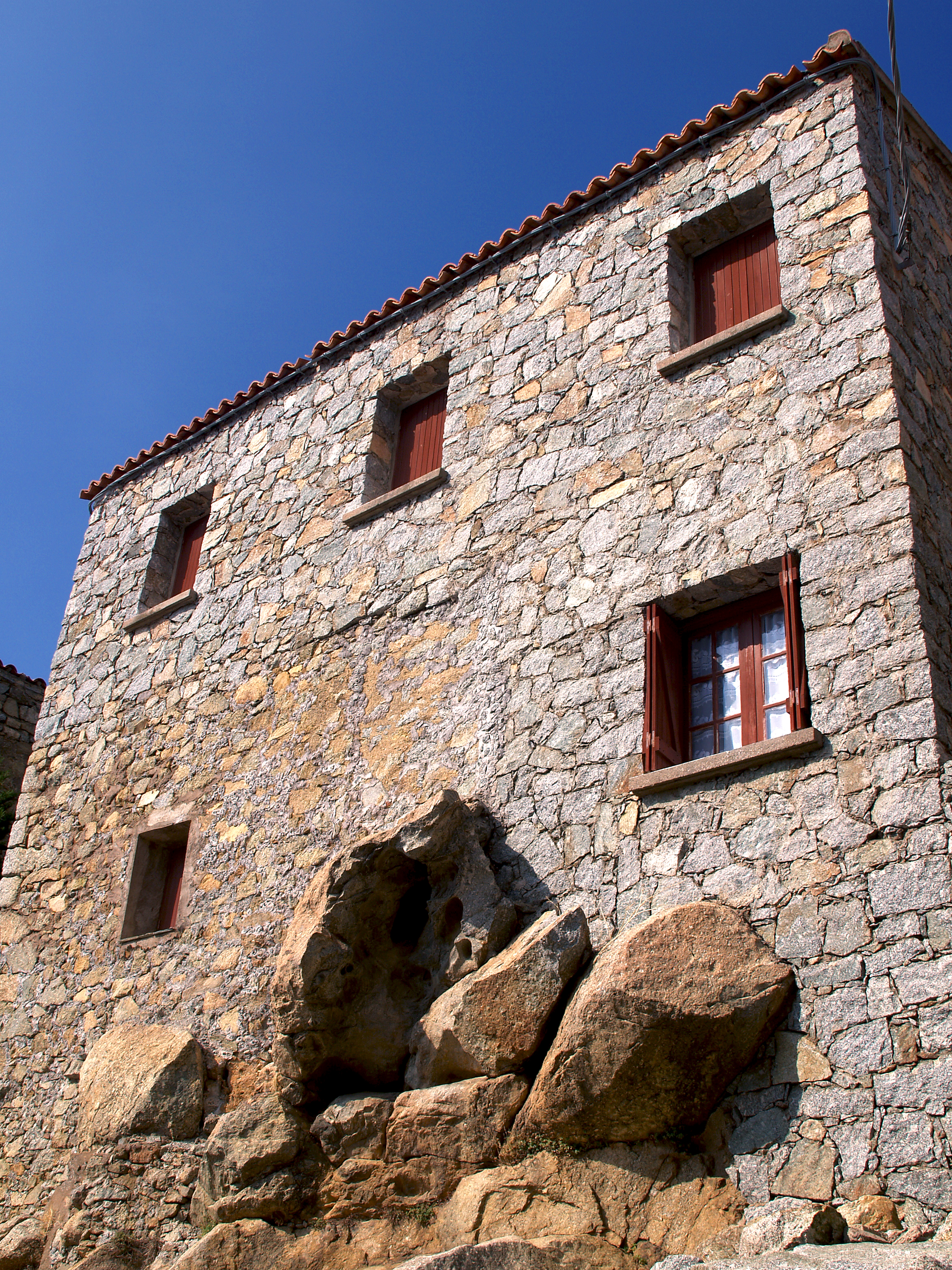
Gegenüber der Chapelle Lavasina
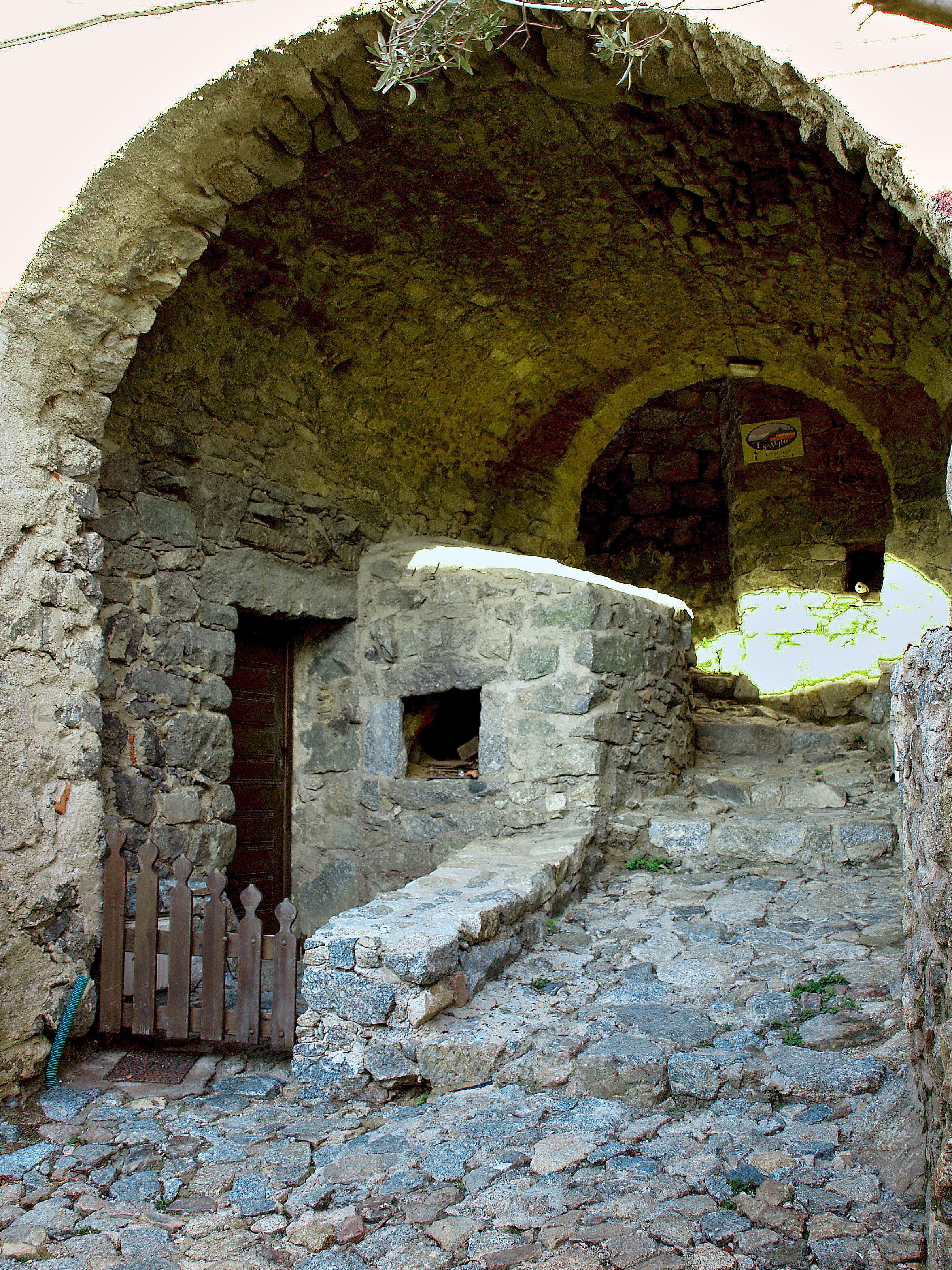
Alter Backofen
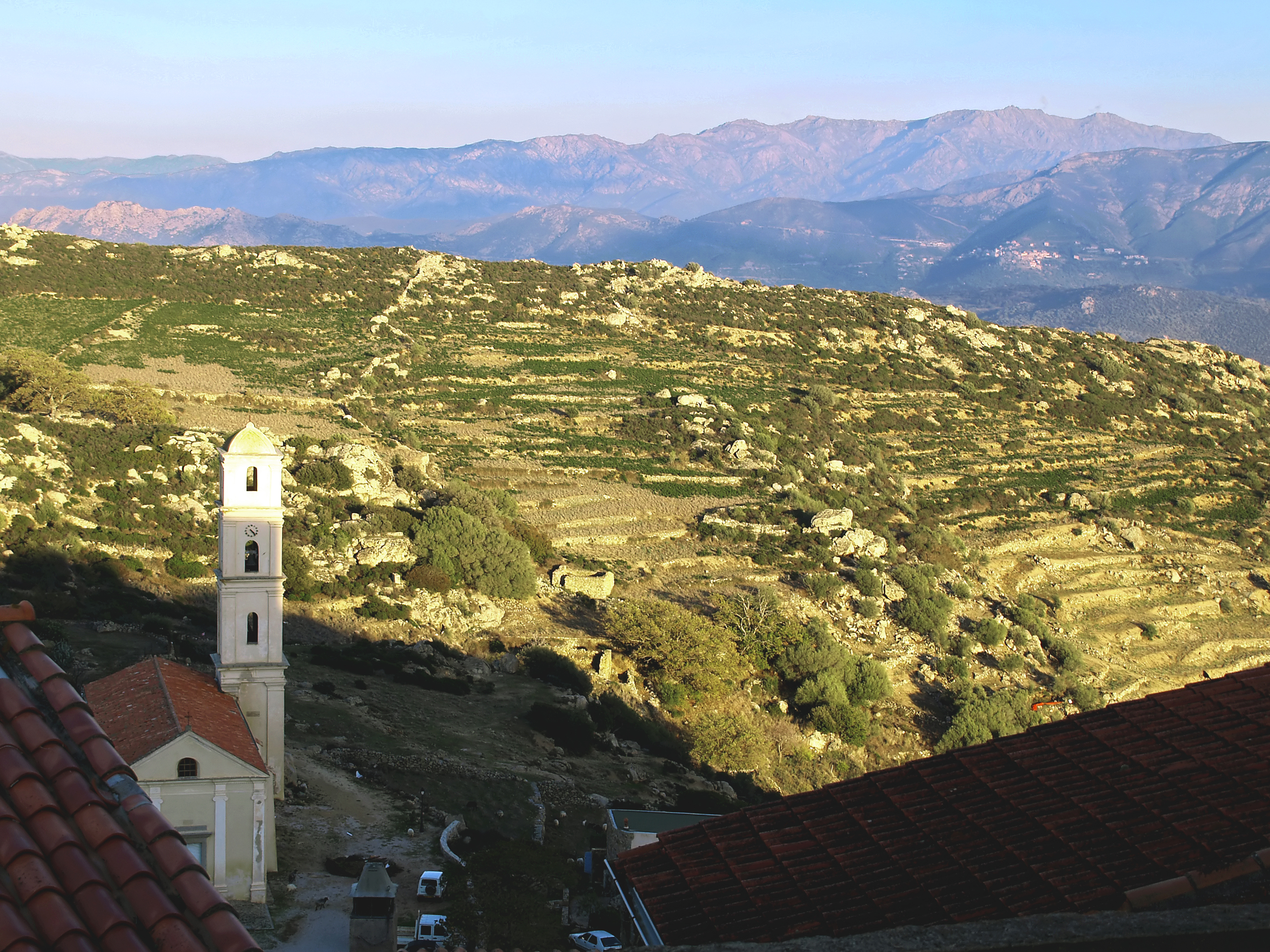
Blick nach Osten
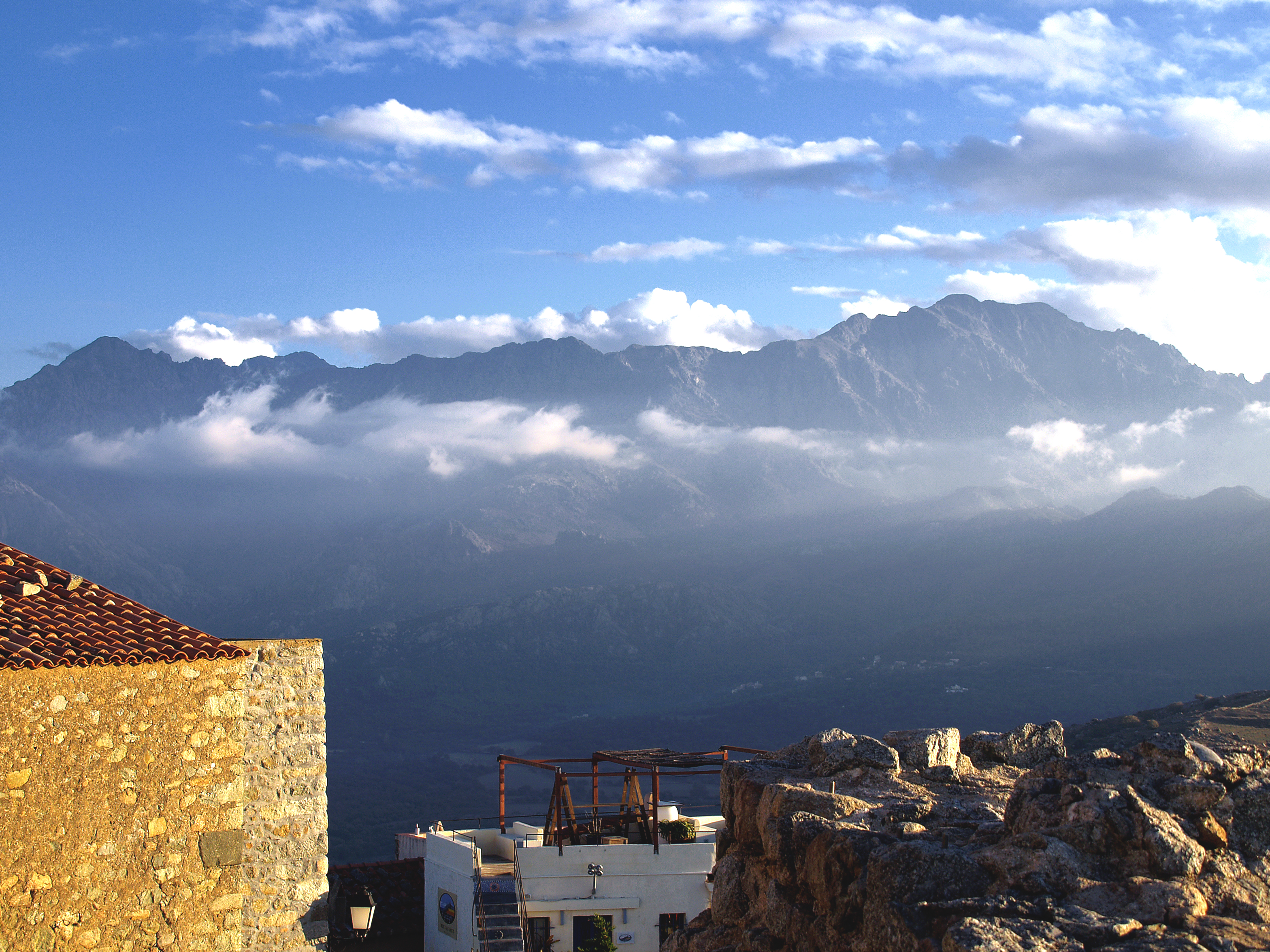
Blick nach Südosten
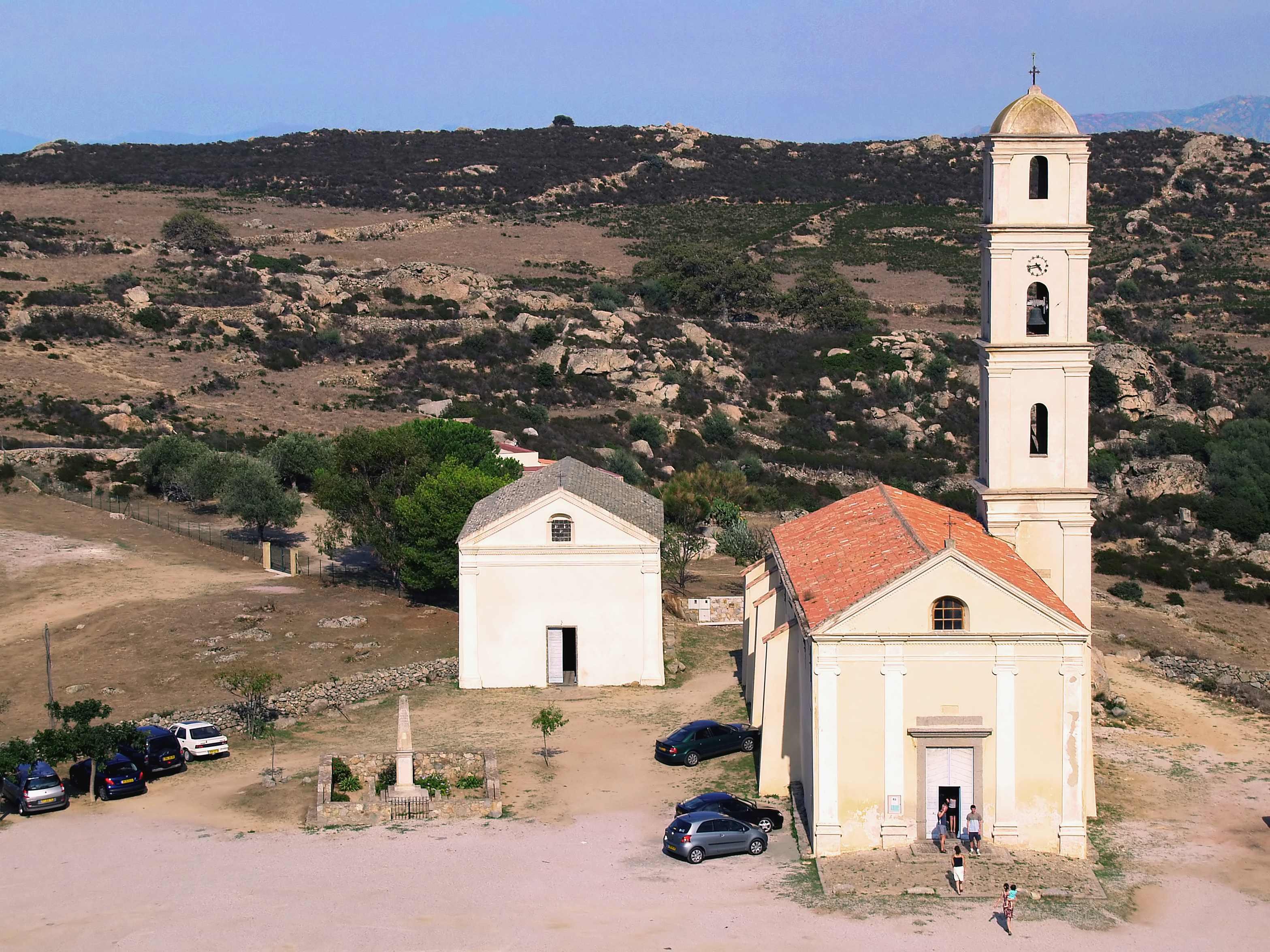
Eglise de l’Annonciation und Chapelle de Confrérie
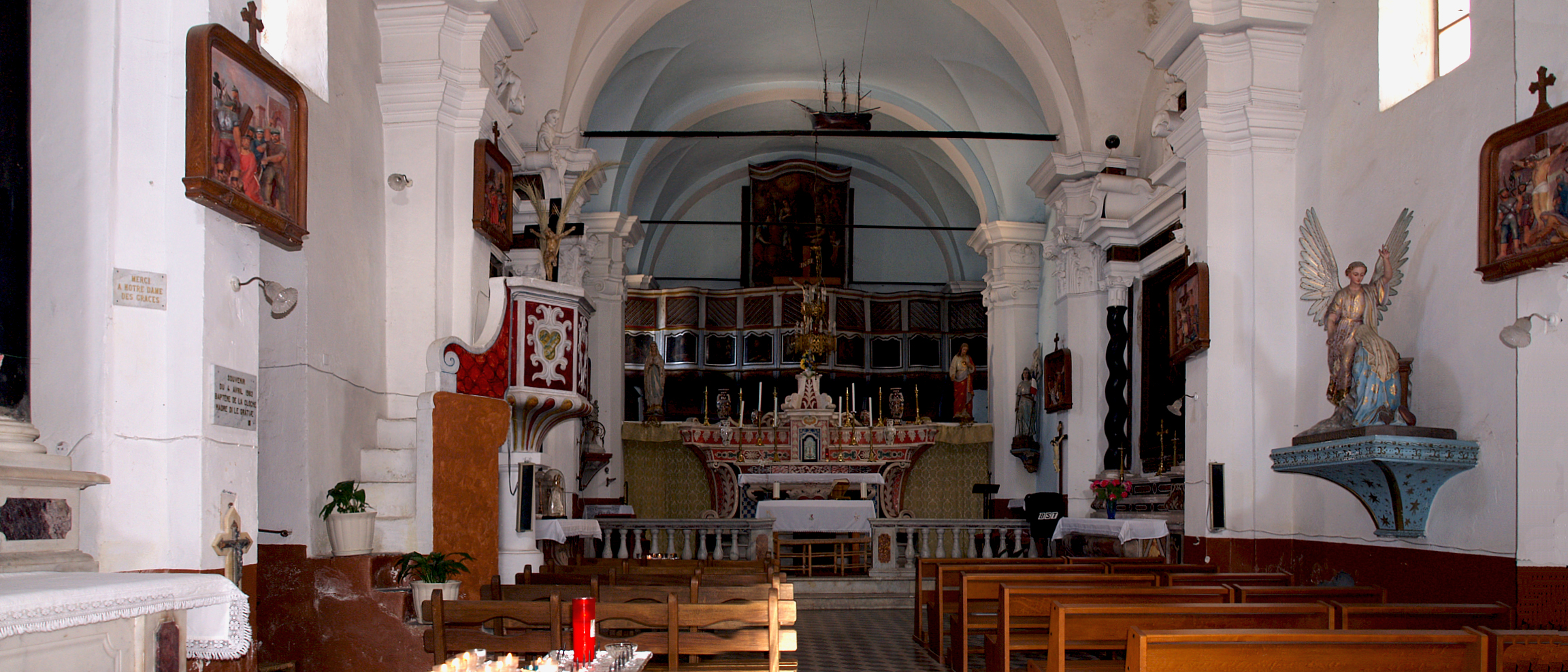
Eglise de l’Annonciation
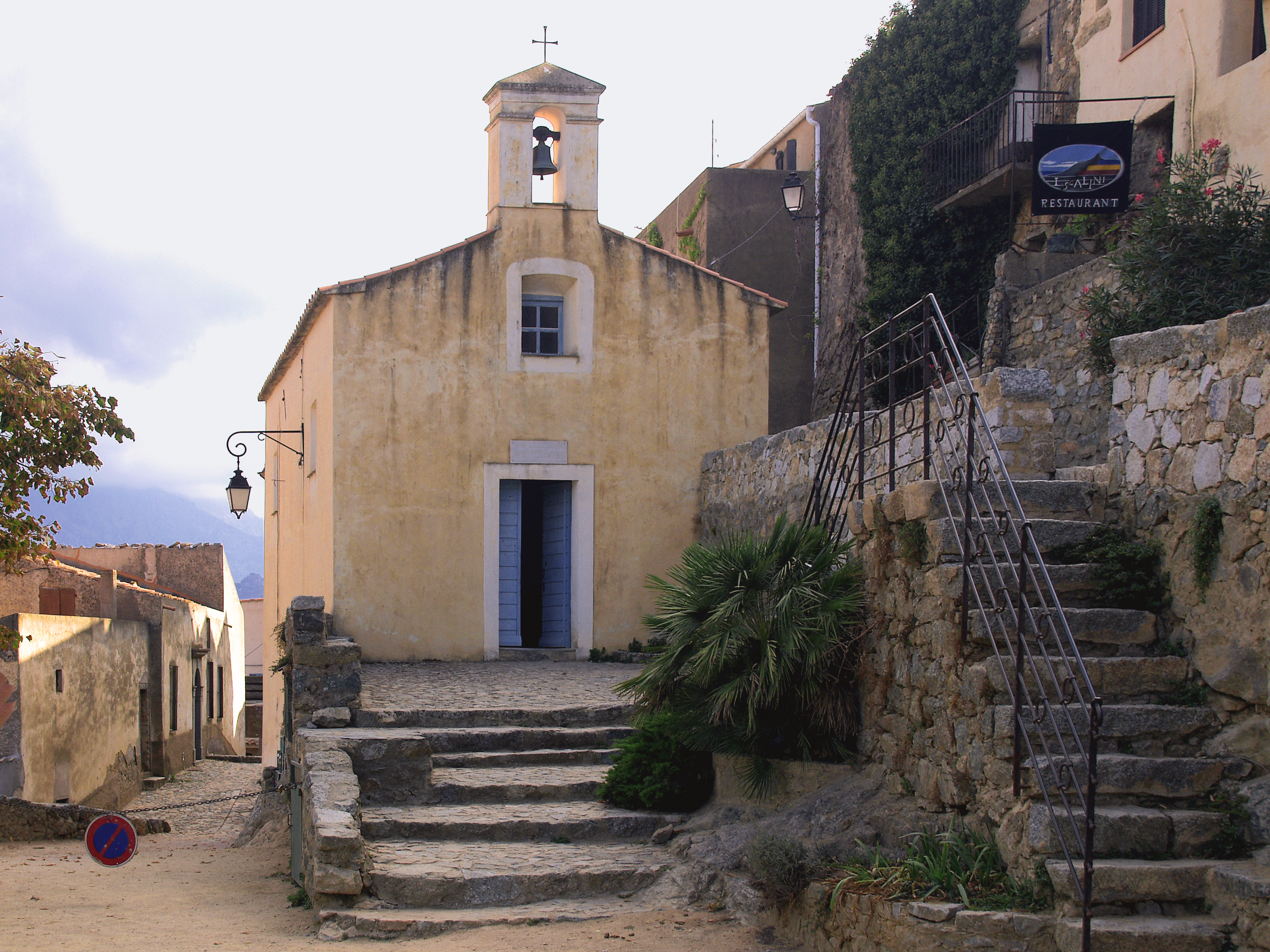
Chapelle Sainte-Anne et des Bergers
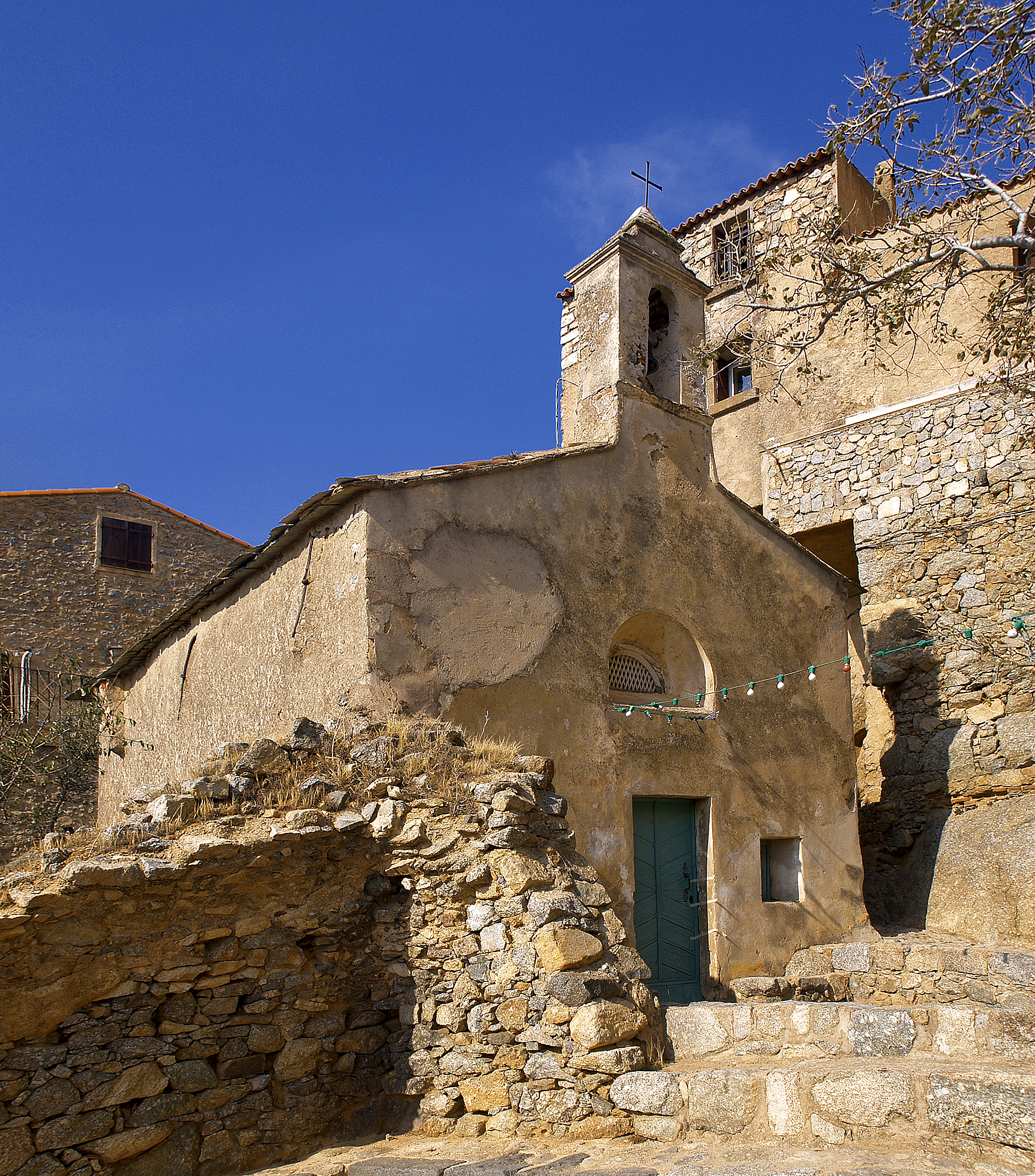
Chapelle Lavasina